# Donaubrücke Metten
Die Donaubrücke Metten ist eine 614 m lange Autobahnbrücke in Niederbayern. Sie überspannt die Donau zwischen der Anschlussstelle Metten und dem Autobahnkreuz Deggendorf der Bundesautobahn A3  bei Flusskilometer 2290,12. Das Bauwerk wurde von dem Bauunternehmen Dyckerhoff und Widmann als Sondervorschlag nach einer Planung des Leiters der Brückenbauabteilung Herbert Schambeck ausgeführt. Zwischen den Jahren 1978 und 1981 erfolgte der Bau der Brücke, die Kosten betrugen ungefähr 25 Millionen DM.

## Überbau
Die Spannbetonbrücke hat acht Felder mit Spannweiten von 68,85 m – 145,00 m – 5 × 68,00 m – 60,00 m. Der Überbau ist ein 3-stegiger zweizelliger Spannbetonhohlkasten mit einer konstanten Konstruktionshöhe von 4,2 m bei einer Fahrbahnplattenbreite von 30,0 m.
Der Überbau der 145 m breiten Stromöffnung ist mit Hilfe eines Spannbetonbandes über einen 33,22 m hohen Pylon abgespannt. Der Pylon ist in Querschnittsmitte über einer Stütze angeordnet. Diese besondere Konstruktionsart der Schrägseilbrücke wird auch als Zügelgurtbrücke bezeichnet. Der Zügel ist ein Spannbetonzugband und hat einen Betonquerschnitt von 160 × 135 cm. In diesem liegen gespannte Litzenspannglieder in Hüllrohren verpresst.

## Bauverfahren
Die Brücke wurde zuerst im Taktschiebeverfahren mit Hilfsstützen in Feldmitte in Abschnittslängen von 17 m hergestellt. Anschließend wurde der Pylon mit einer Kletterschalung errichtet sowie die Zügel eingerüstet, bewehrt und betoniert. Durch Demontage der Hilfsjoche erfolgte schließlich das Spannen der Zügel, abschließend konnten die Hüllrohre verpresst werden.